# ラズベリージャム
『ラズベリージャム』（Raspberry Jam）は、日本の女性タレント・北乃きいの通算6枚目のシングル。2013年6月26日にavex traxから発売された。

## 概要
スネオヘアーと共演した前作『横顔』に続く、コラボレーション3部作・第2弾として制作、発表された作品。
表題曲はAqua Timezのヴォーカル・太志が作詞・作曲を担当。同バンドとしては初の他アーティストへの楽曲提供・サウンドプロデュース作品となった。完成した曲について北乃は「AメロBメロがとてもファンタジーなのに、サビがすごく現実的でリアリティがある。子供の頃の思い出が何となく蘇る曲」と語っている。なお、Aqua Timezは後に本曲のアンサーソングとして『クランベリージャム』を発表した他、2015年8月5日発売のシングル『最後までII』のカップリングで本曲をセルフカヴァーしている。
シングルのジャケット写真とPVは静岡県御殿場市で2013年3月頃に撮影された。PVでは北乃がおさげ髪の女の子と森の妖精風の女の子の1人2役を演じている。
初回生産限定盤（AVCD-48699）には、前作に続き「なかったからつくってみた会報誌」と題した小冊子が封入。また、mu-mo限定盤（AVC1-48701）には写真集が封入されていた。

## メディアでの使用
- ラズベリージャム
テレビ東京系列『たけしのニッポンのミカタ!』エンディングテーマ曲
- 師大路夜市
NHK Eテレ『テレビで中国語』エンディングテーマ曲

## 収録曲
| #  | タイトル                                            | 作詞   | 作曲     | 編曲                                              | 時間 |
| -- | --------------------------------------------------- | ------ | -------- | ------------------------------------------------- | ---- |
| 1. | 「ラズベリージャム」                                | 太志   | 太志     | Aqua Timez                                        | 4:17 |
| 2. | 「師大路夜市（シーダルゥ イエシー）」               | marker | 藤澤慶昌 | 久保田真悟（Jazzin' park） 栗原暁（Jazzin' park） | 3:25 |
| 3. | 「ラズベリージャム」(instrumental)                  |        | 太志     | Aqua Timez                                        | 4:17 |
| 4. | 「師大路夜市（シーダルゥ イエシー）」(instrumental) |        | 藤澤慶昌 | 久保田真悟（Jazzin' park） 栗原暁（Jazzin' park） | 3:25 |

## レコーディング・メンバー
ラズベリージャム
- Bass：OKP-STAR
- Guitar：大介
- Drums：TASSHI
- Keyboards：mayuko

師大路夜市
- All Instruments and programmed by 久保田真悟（Jazzin' park）、栗原暁（Jazzin' Park）
- Guitar：久保田真悟（Jazzin' park）
- Chorus：加藤いづみ